# Adonisea velaris
Adonisea velaris là một loài bướm đêm trong họ Noctuidae.